# Roberto Puppo
Roberto Puppo (* 15. Januar 1937 in Rosario; † 18. Januar 2024) war ein argentinischer Fußballspieler, der vorwiegend im offensiven Mittelfeld und im Angriff agierte. Nach seiner aktiven Laufbahn war er als Fußballtrainer tätig.

## Laufbahn
Puppo erlernte das Fußballspiel bei seinem Heimatverein Morning Star, zu dem er im Alter von 14 Jahren stieß. Seinen ersten Profivertrag erhielt Puppo 1954 beim wesentlich bedeutenderen Stadtrivalen Newell’s Old Boys, bei dem er von 1954 bis 1958 unter Vertrag stand. Nach weiteren Stationen beim Club Atlético Huracán und bei Unión de Santa Fe stieß Puppo 1962 zu den Argentinos Juniors, bei denen er bis 1969 unter Vertrag stand. Anschließend spielte Puppo noch ein Jahr für den Quilmes AC. 
Nach seiner aktiven Laufbahn arbeitete Puppo als Trainer und betreute unter anderem von 1989 bis 1991 den mexikanischen Erstligisten CD Irapuato.